# Konsonantisch
Das Adjektiv konsonantisch hat in der Sprachforschung zwei Bedeutungen:
- Aus artikulatorischer Sicht bezeichnet es den Hauptartikulationsmodus (Konsonant).
- Phonologisch betrachtet handelt es sich um ein binäres Unterscheidungsmerkmal [± cons.] im Gegensatz zu vokalisch [± vok.] (siehe auch Contoid).